# طواف بلجيكا 2012
طواف بلجيكا 2012 (بالإنجليزية: 2012 Tour of Belgium)‏  هو سباق دراجات هوائية، وهو الموسم رقم 82 من السباق، وأقيم خلال الفترة 23 مايو 2012، وحتى 27 مايو 2012، وهو من نوع سباق المرحلة.
فاز فيه بالمركز الأول طوني مارتين، وبالمركز الثاني لو يسترا، وبالمركز الثالث كارلوس باريدو.

## الفائزون
| الترتيب | الفائز        |
| ------- | ------------- |
| الفائز  | طوني مارتين   |
| الثاني  | لو يسترا      |
| الثالث  | كارلوس باريدو |